# Willem van der Vliet
Willem van der Vliet (Delft, 1584 circa – Delft, 6 dicembre 1642) è stato un pittore olandese del secolo d'oro.

## Biografia
Nato attorno al 1584 a Delft, nei Paesi Bassi, studiò pittura presso Michiel van Mierevelt. 
Nel 1615 fu ammesso alla Gilda di San Luca di Delft, di cui divenne decano nel 1634. 
Conosciuto come autore di allegorie storiche e di ritratti, trovò ispirazione nei pittori caravaggisti Gherardo delle Notti e Peter Wtewael (di Utrecht) e in Jan Lievens (di Leida). Alcuni suoi ritratti sono stati accostati allo stile di Frans Hals.
Negli ultimi anni, la sua pittura evolvette verso forme più classicheggianti, con soggetti statici, calmi e atemporali.
Condusse vita da benestante e lasciò agli eredi un ingente patrimonio immobiliare. Zio da parte di padre di Hendrick van Vliet, fornì al nipote i primi insegnamenti di pittura.

## Opere

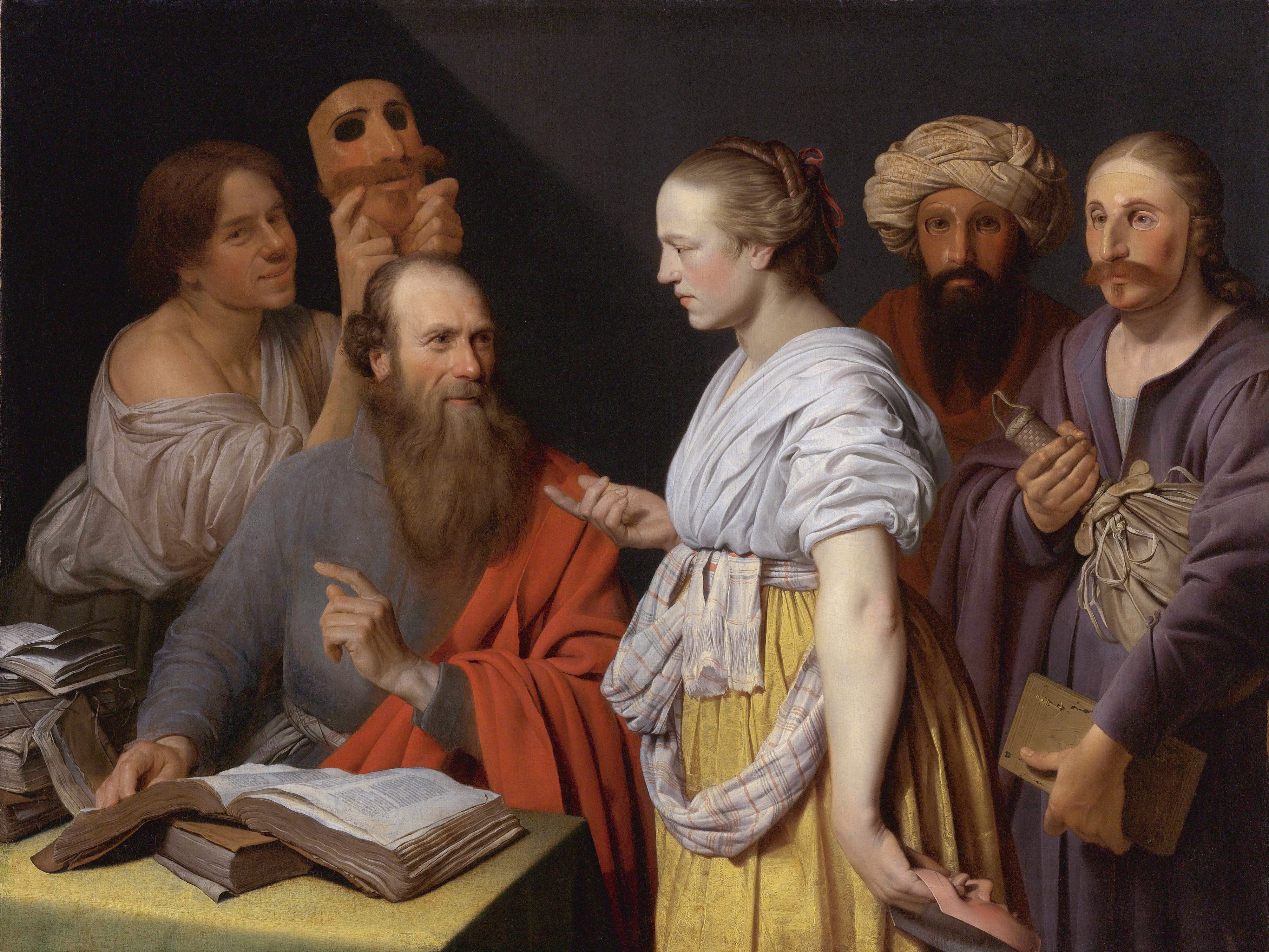
Willem van der Vliet - Allegoria, 1627

- Il borgomastro e sua moglie, 1625, museo di Amiens,
- Ritratto di Suitbertus Purmerent[4], 1631, National Gallery, Londra
- Uomo seduto con cappello, 1636, Museo del Louvre, Parigi
- Giovane ragazzo, 1638, Rijksmuseum, Amsterdam
- Ritratto d'uomo, 1640, museo di Utrecht